# Axel Sjöberg
Axel Sjöberg (Stoccolma, 8 marzo 1991) è un ex calciatore svedese, di ruolo difensore.

## Carriera

### Club
Il 15 gennaio 2015 viene messo sotto contratto dai Colorado Rapids, franchigia della Major League Soccer.
Nel 2017, Sjöberg ha esordito in casa e in trasferta con i Rapids, prima di subire un infortunio al bicipite femorale nell'esordio in trasferta. Sjöberg è tornato in campo il 21 maggio 2017.
Al termine della stagione 2019 Sjöberg è stato messo in lista d'attesa dai Rapids, ponendo fine al suo rapporto con il club.

## Palmarès

### Individuale
- MLS Best XI: 1

2016